# II Августова Киренаикская когорта
II Августова Киренаикская когорта (лат. Cohors II Augusta Cyrenaica) — вспомогательное подразделение армии Древнего Рима, относящаяся к типу Cohors quingenaria equitata.
По одной из версий, данное подразделение было сформировано в эпоху правления императора Октавиана Августа из жителей провинции Киренаика. Первое упоминание когорты содержится в военном дипломе, датированном 74 годом. В то время она входила в состав римских войск, стоявших гарнизоном в провинции Верхняя Германия. Ряд дипломов, относящихся к периоду 90—134 годов, говорят о том, что она все ещё находилась в этой провинции. В 99 году подразделение временно находилось в провинции Каппадокия.
Вероятными базами когорты в Верхней Германии были: Буцбах, Гейдельберг и Франкфурт-на-Майне.